# زمالة الأكاديمية الملكية للهندسة
زمالة الأكاديمية الملكية للهندسة (FREng) هي تكريم ومنحة دراسية للمهندسين الذين يعرفهم المجتمع الملكي للهندسة كما يلي:
أفضل وألمع المهندسين، المخترعين والتكنولوجيين في المملكة المتحدة بصورة خاصة ومن جميع أنحاء العالم بصورة عامة. الذين يعملوا على تشجيع التفوق في مجال الهندسة، تعزيز ودعم البحوث الهندسية، التعليم، الأنشطة والمشاريع الأخرى التي تثري الهندسة بجميع أشكالها.
يقع مقر الأكاديمية في لندن.